# Air Max Africa
 (mars 2020).
Air Max Africa était une compagnie aérienne basée à Libreville, au Gabon. Il a été créé en 2002 comme Air Max-Gabon et exploité des vols charter et passagers en Afrique de l’Ouest à partir de l’aéroport international de Libreville. La compagnie aérienne a été fermée en 2006.

## Fleet
- Fokker F27